# ブースター (音響機器)
ブースター (Booster)
- 楽器からの信号を楽器用アンプに入力する前に電気的に増幅（ブースト、boost）し、より大きな音量を得るもの。
- 入力インピーダンスが低い機器（600Ω程度）に対して十分な駆動力を与えるために利用する低インピーダンス負荷が駆動可能なラインアンプの別称。

## 楽器におけるブースター
エレクトリックギターの歴史において最初期から存在する簡素なエフェクターである。全帯域を均等に増幅するものを基本として、中音域/高域を強調するもの・低域を強調するものなど、帯域別に特化されたものもあり、音量を上げるだけでなく楽器用アンプをより歪ませる目的でも用いられる。
形態として、足元に置くタイプ・最初からギターに内蔵されているもの・後付け(加工)でギターに内蔵するもの・出力ジャックに直接取り付けするもの、などがある。現在では、オーバードライブ (音響機器)を調整することで兼用される場合が多い。
また、グラフィックイコライザーに於いても同様の使い方をすることが可能である。

### 動作原理と構造
簡易にはトランジスタあるいはFET一石による固定ゲインの増幅器であり可変出来るパラメーターを持たない物があげられる。
これにたいして増幅段の後にボリュームをつけたもの、増幅段のゲインを可変する為に可変抵抗器を用いた物がセッティングの幅を広げるために出現した。ギター内蔵型の場合は増幅度は半固定抵抗器によって決定され演奏中は操作できないような物もある。
特定の帯域を強調するためには一般的にコンデンサを用いたフィルター回路を組み込み不要な帯域を阻止するか、NFBに対して周波数特性を持たせることで実現する。
ブースターは数個の部品で容易に構成できるために利用者によって自作されることも多い。